# 아이티 올림픽 위원회
아이티 올림픽 위원회(프랑스어: Comité olympique haïtien)는 아이티의 국가 올림픽 위원회이다. IOC 코드는 HAI이다. 본부는 페티옹빌에 있으며 범아메리카 스포츠 기구에 소속되어 있다.
1914년에 설립되었으며 1924년에 국제 올림픽 위원회의 승인을 받았다. 올림픽, 팬아메리칸 게임, 중앙아메리카·카리브해 경기 대회를 비롯한 국제 스포츠 대회에 참가하는 아이티의 선수들을 대표한다.